# Yoro Lamine Ly
Yoro Lamine Ly est un footballeur sénégalais né le 27 août 1988 à Dakar (Sénégal). Il évolue au poste de milieu de terrain offensif.

## Biographie
Son premier club professionnel est un club de son pays, l'ASC Niarry Tally. Il le quitte en 2011 pour rejoindre l'Arménie et le Shirak Gyumri. Il débarque en pleine Premier League Arménienne à la fin de la Ligue sénégalaise, pour un prêt de six mois. Son option d'achat sera vite levé par le club qui le considère dès sa première saison comme un joueur cadre de son effectif.
Lors de l'année 2011-2012, il inscrit deux buts en 10 matchs de championnat. La saison 2012-2013 sera celle de la consécration. Avec près de 38 matchs de championnat, 18 buts et une seconde place au classement des buteurs, il réalise une saison remarquable avec le Shirak Gyumri, ce qui ne laisse pas indésirable de nombreux clubs européens. Il réalise aussi deux passes décisives. Par ailleurs, il ouvre son compteur de but en compétition européenne contre le Rudar Pljevlja au premier tour de la Ligue Europa lors de l'édition 2012-2013. En août 2014, il rejoint le club Portugais de Boavista F.C avant d'être prêté quelques mois plus tard en Lettonie au BFC Daugavpils.

## Palmarès
- Vainqueur du Groupe A du championnat du Sénégal en 2010 avec l'ASC Niarry Tally.
- Champion d'Arménie en 2013 avec le Shirak Gyumri.
- Vainqueur de la Coupe d'Arménie en 2012 avec le Shirak Gyumri.
- Finaliste de la Coupe d'Arménie en 2013 avec le Shirak Gyumri.